# Соколов Борис Павлович (спортсмен)
Борис Павлович Соколов (рос. Борис Павлович Соколов; нар. 4 січня 1921 — пом. 22 травня 1988) — радянський футболіст та хокеїст.
За футбольну команду «Спартака» виступав з 1945 по 1951 рік. Грав у півзахисті. В чемпіонаті 1948 провів 13 матчів та здобув бронзову нагороду. Всього у чемпіонаті СРСР провів 20 матчів. Фіналіст кубка СРСР 1948.
Один з найкращих захисників радянського хокею повоєнного часу. У складі «Спартака» виграв одну срібну та одну бронзову нагороду національного чемпіонату. Більшість часу грав у парі з Анатолієм Сегліним. Всього у чемпіонаті СРСР з 1946 по 1953 рік провів 98 матчів (37 голів).
Гравець збірної Москви, яка взимку 1948 року проводила серію матчів з найсильнішою європейською клубною командою того часу, празьким ЛТЦ. Брав участь у всіх трьох матчах.
| № | Дата       | Місце  | Суперник    | Рахунок |
| - | ---------- | ------ | ----------- | ------- |
| 1 | 26.02.1948 | Москва | ЛТЦ (Прага) | 6 : 3   |
| 2 | 28.02.1948 | Москва | ЛТЦ (Прага) | 3 : 5   |
| 3 | 02.03.1948 | Москва | ЛТЦ (Прага) | 2 : 2   |

У сезоні 1954/55 працював головним тренером «Торпедо» (Горький), а у 1956/57 роках — московського «Локомотива».

## Досягнення
| Нагороди                         | Команда            | Кіл. | Рік  |
| -------------------------------- | ------------------ | ---- | ---- |
| Чемпіонат СРСР з хокею із шайбою |                    |      |      |
| Срібло                           | «Спартак» (Москва) | 1    | 1948 |
| Бронза                           | «Спартак» (Москва) | 1    | 1947 |
| Чемпіонат СРСР з футболу         |                    |      |      |
| Бронза                           | «Спартак» (Москва) | 1    | 1948 |
| Кубок СРСР з футболу             |                    |      |      |
| Фіналіст                         | «Спартак» (Москва) | 1    | 1948 |